# Liste der Kulturdenkmäler in Frankfurt-Unterliederbach
Die folgende Liste enthält die in der Denkmaltopographie ausgewiesenen Kulturdenkmäler auf dem Gebiet des Ortsteils Unterliederbach der  Stadt Frankfurt, Hessen.
Hinweis: Die Reihenfolge der Denkmäler in dieser Liste orientiert sich an der Anschrift, alternativ ist sie auch nach der Bezeichnung, der vom Landesamt für Denkmalpflege vergebenen Nummer oder der Bauzeit sortierbar.
Kulturdenkmäler werden fortlaufend im Denkmalverzeichnis des Landes Hessen durch das Landesamt für Denkmalpflege Hessen auf Basis des Hessischen Denkmalschutzgesetzes (HDSchG) geführt. Die Schutzwürdigkeit eines Kulturdenkmals hängt nicht von der Eintragung in das Denkmalverzeichnis des Landes Hessen oder der Veröffentlichung in der Denkmaltopographie ab.

Die vorherige Grundlage der Liste war die Denkmaltopographie aus dem Jahre 1994, die zuletzt 2000 durch einen Nachtragsband ergänzt wurde.

## Kulturdenkmäler in Frankfurt-Unterliederbach

### Einzelkulturdenkmale
| Bild                                                      | Bezeichnung                         | Lage | Beschreibung | Bauzeit         | Objekt-Nr. |
| --------------------------------------------------------- | ----------------------------------- | --- | --- | --------------- | ---------- |
| Direktorenwohnhaus                                        | Direktorenwohnhaus                  | Drosselweg 19 LageFlur: 18, Flurstück: 386/81 | Direktorenhaus für die Farbwerke in der Nähe der Arbeitersiedlung Heimchen.                                                                          | Um 1900         | 160295 DDB |
| Siedlung Heimchen                                         | Siedlung Heimchen                   | Finkenweg 1 LageFlur: 19, Flurstück: 121/61 | Arbeitersiedlung Heimchen der Farbwerke Hoechst. | 1903/04         | 155566     |
| Siedlung Heimchen                                         | Siedlung Heimchen                   | Finkenweg 2 LageFlur: 19, Flurstück: 121/74 | Arbeitersiedlung Heimchen der Farbwerke Hoechst. | 1903/04         | 160297     |
| Siedlung Heimchen                                         | Siedlung Heimchen                   | Finkenweg 3 LageFlur: 19, Flurstück: 121/60 | Arbeitersiedlung Heimchen der Farbwerke Hoechst. | 1903/04         | 160296     |
| Siedlung Heimchen                                         | Siedlung Heimchen                   | Finkenweg 4 LageFlur: 19, Flurstück: 121/75 | Arbeitersiedlung Heimchen der Farbwerke Hoechst. | 1903/04         | 160298     |
| Siedlung Heimchen                                         | Siedlung Heimchen                   | Finkenweg 6 LageFlur: 19, Flurstück: 121/64 | Arbeitersiedlung Heimchen der Farbwerke Hoechst. | 1903/04         | 160299     |
| Liederbachbrücke                                          | Liederbachbrücke                    | Geißspitzweg, Liederbacher Straße ohne Nummer LageFlur: 12, 15, Flurstück: 181/12, 181/13, 74/3                                                                               | Massive Steinbrücke | Um 1800         | 202514 DDB |
| Siedlung Heimchen                                         | Siedlung Heimchen                   | Grasmückenweg 18 LageFlur: 19, Flurstück: 121/70 | Arbeitersiedlung Heimchen der Farbwerke Hoechst. | 1907/08         | 155568     |
| Siedlung Heimchen                                         | Siedlung Heimchen                   | Grasmückenweg 20 LageFlur: 19, Flurstück: 121/69 | Arbeitersiedlung Heimchen der Farbwerke Hoechst. | 1907/08         | 160334     |
| Siedlung Heimchen                                         | Siedlung Heimchen                   | Grasmückenweg 20a LageFlur: 19, Flurstück: 121/68 | Arbeitersiedlung Heimchen der Farbwerke Hoechst. | 1907/08         | 160338     |
| Siedlung Heimchen                                         | Siedlung Heimchen                   | Grasmückenweg 22 LageFlur: 19, Flurstück: 121/72 | Arbeitersiedlung Heimchen der Farbwerke Hoechst. | 1907/08         | 160335     |
| Siedlung Heimchen                                         | Siedlung Heimchen                   | Grasmückenweg 22a LageFlur: 19, Flurstück: 121/71 | Arbeitersiedlung Heimchen der Farbwerke Hoechst. | 1907/08         | 160337     |
| Siedlung Heimchen                                         | Siedlung Heimchen                   | Grasmückenweg 24 LageFlur: 19, Flurstück: 121/73 | Arbeitersiedlung Heimchen der Farbwerke Hoechst. | 1907/08         | 160336     |
| Siedlung Heimchen                                         | Siedlung Heimchen                   | Grasmückenweg 26 LageFlur: 19, Flurstück: 121/62 | Arbeitersiedlung Heimchen der Farbwerke Hoechst. | 1907/08         | 160339     |
| Siedlung Heimchen                                         | Siedlung Heimchen                   | Grasmückenweg 28 LageFlur: 19, Flurstück: 121/63 | Arbeitersiedlung Heimchen der Farbwerke Hoechst. | 1907/08         | 160340     |
| Trauerhalle                                               | Hauptfriedhof Höchst                | Sossenheimer Weg 75, Sossenheimer Weg 77 LageFlur: 9, Flurstück: 10/9 | Einsegnungshalle, Trauerhalle. | 1923–1928       | 155864 DDB |
| Musterhaus der Siedlung Heimchen                          | Siedlung Heimchen                   | Heimchenweg 60 LageFlur: 19, Flurstück: 33/7 | Musterhaus der Siedlung Heimchen, einziges erhaltenes Haus dieser Bauphase, auf der Pariser Weltausstellung 1900 mit einem Grand Prix ausgezeichnet. | 1896/97         | 155569 DDB |
| Hochhaus in Wohnsiedlung                                  | Hochhaus in Wohnsiedlung            | Johannesallee 41 LageFlur: 13, Flurstück: 45/2 | Wohnhochhaus nach Entwurf von Prof. Bartmann für Wohnungsbau Hoechst AG.                                                                             | 1955–1961       | 160341 DDB |
| Sachgesamtheit Eisenbahn                                  | Sachgesamtheit Eisenbahn            | LageFlur: 2, 4, 6, 14, 17, 18, 19, Flurstück: 90/4, 33/1, 107/3, 114/1, 54/4, 54/7, 54/8, 202/11, 121/53, 69/16, 69/18, 69/21, 2/22, 68/22, 68/23, 68/24, 68/25, 68/26, 91/17 | Kleinbahn Höchst – Königstein (Königsteiner Kleinbahn)                                                                                               | 1861            | 954956 DDB |
| weitere Bilder                                            | Graubner-Park                       | Liederbacher Straße 137 LageFlur: 15, Flurstück: 71/1, 72/3, 72/4, 72/5, 72/6                                                                                                 | Villa Graubner angelegter Park mit Gefallenendenkmal                                                                                                 | 1932            | 521480 DDB |
| Ehemaliges Gasthaus                                       | Ehemaliges Gasthaus                 | Liederbacher Straße 46 LageFlur: 16, Flurstück: 42/1 | Ziegelbau der Neurenaissance und Hofreite. | 1897            | 155588 DDB |
| Fachwerkhaus                                              | Fachwerkhaus                        | Liederbacher Straße 121 LageFlur: 15, Flurstück: 37 | Fachwerkhaus | 1699            | 155579 DDB |
| weitere Bilder                                            | Marstall                            | Liederbacher Straße 135 LageFlur: 15, Flurstück: 72/2 | Barockes Gebäude | 18. Jahrhundert | 155585 DDB |
| weitere Bilder                                            | Villa Graubner                      | Liederbacher Straße 137 LageFlur: 15, Flurstück: 72/4, 72/5 | Barockes Herrenhaus | 1755/56         | 155587 DDB |
| Hochbunker                                                | Hochbunker                          | Peter-Bied-Straße 60 LageFlur: 14, Flurstück: 201/5 | Bunker (LS-Führerprogramm No. 26). | 1941/42         | 202630 DDB |
| weitere Bilder                                            | Jahrhunderthalle Hoechst            | Pfaffenwiese 301 LageFlur: 21, Flurstück: 153/3 | Jahrhunderthalle Hoechst | 1963            | 155824 DDB |
| Höchster Friedhof                                         | Höchster Friedhof                   | Sossenheimer Weg 75, Sossenheimer Weg 77 LageFlur: 9, Flurstück: 10/9 | Begräbnisstätte von 1925. | 1925            | 202698 DDB |
| Siedlung Heimchen                                         | Siedlung Heimchen                   | Starenweg 1 LageFlur: 19, Flurstück: 121/54 | Arbeitersiedlung Heimchen der Farbwerke Hoechst. | 1907/08         | 155594 DDB |
| Siedlung Heimchen                                         | Siedlung Heimchen                   | Starenweg 2 LageFlur: 19, Flurstück: 121/55 | Arbeitersiedlung Heimchen der Farbwerke Hoechst. | 1907/08         | 160323     |
| Siedlung Heimchen                                         | Siedlung Heimchen                   | Stieglitzenweg 23 LageFlur: 19, Flurstück: 121/66 | Arbeitersiedlung Heimchen der Farbwerke Hoechst. | 1907/08         | 155597     |
| Siedlung Heimchen                                         | Siedlung Heimchen                   | Stieglitzenweg 25 LageFlur: 19, Flurstück: 121/65 | Arbeitersiedlung Heimchen der Farbwerke Hoechst. | 1907/08         | 160345     |
| Siedlung Heimchen                                         | Siedlung Heimchen                   | Stieglitzenweg 27 LageFlur: 19, Flurstück: 121/59 | Arbeitersiedlung Heimchen der Farbwerke Hoechst. | 1907/08         | 160346     |
| Siedlung Heimchen                                         | Siedlung Heimchen                   | Stieglitzenweg 29 LageFlur: 19, Flurstück: 121/58 | Arbeitersiedlung Heimchen der Farbwerke Hoechst. | 1907/08         | 160347     |
| Siedlung Heimchen                                         | Siedlung Heimchen                   | Stieglitzenweg 31 LageFlur: 19, Flurstück: 121/57 | Arbeitersiedlung Heimchen der Farbwerke Hoechst. | 1907/08         | 160348     |
| die Häuser Stieglitzenweg 33 und Starenweg 2              | Siedlung Heimchen                   | Stieglitzenweg 33 LageFlur: 19, Flurstück: 121/56 | Arbeitersiedlung Heimchen der Farbwerke Hoechst. | 1907/08         | 160349     |
| Ehemaliges Rathaus vormals Herrenhaus · Zehntscheune dazu | Ehemaliges Rathaus                  | Wartburgstraße 6 LageFlur: 16, Flurstück: 6/7 | Barockes Herrenhaus, später als Rathaus genutzt. Daneben die ehemalige Zehntscheune (Hausnummer 8), heute Wohngebäude                                | 1705            | 160351     |
| Bild gesucht BW                                           | Grabmäler auf dem Stadtteilfriedhof | Wiesbadener Straße LageFlur: 7, Flurstück: 79/5 | |                 | 202740 DDB |

### Gesamtanlagenobjekte
| Bild                               | Bezeichnung                        | Lage | Beschreibung                                     | Bauzeit                                 | Objekt-Nr. |
| ---------------------------------- | ---------------------------------- | --- | ------------------------------------------------ | --------------------------------------- | ---------- |
| weitere Bilder                     | Gesamtanlage Siedlung Heimchen     | Drosselweg 9-15 (Finkenweg 5-11, 8-14, Nachtigallenweg 17-31, Rotkehlchenweg 3-13, 4-10, Starenweg 3/4, Stieglitzenweg 16-30,35-37) LageFlur: 19, Flurstück: 121/43 | Arbeitersiedlung Heimchen der Farbwerke Hoechst. | 1912–1914                               | 155565     |
| weitere Bilder                     | Evangelische Pfarrkirche           | Heugasse 1 LageFlur: 15, Flurstück: 87/47 | Barocke Saalkirche                               | 1716                                    | 155570     |
| Barocke Hofreite                   | Hofreite                           | Heugasse 2 LageFlur: 15, Flurstück: 38/3 | Barocke Hofreite                                 | 18. Jahrhundert                         | 155571     |
| Domprobsteihof                     | Ehemaliger Domprobsteihof          | Heugasse 3 LageFlur: 15, Flurstück: 44/2 | Barockes Gebäude                                 | 18. Jahrhundert                         | 155572     |
| Fachwerkhaus am Marktplatz         | Fachwerkhaus                       | Heugasse 5 LageFlur: 15, Flurstück: 43/1 | Giebelständiges Fachwerkhaus                     | 1804                                    | 155573     |
| Barocke Hofreite am Marktplatz     | Hofreite                           | Heugasse 7 LageFlur: 15, Flurstück: 158/63 | Barocke Hofreite                                 | 18. Jahrhundert                         | 155574     |
| Barocke Hofreite                   | Hofreite                           | Liederbacher Straße 111 LageFlur: 16, Flurstück: 171/18 | Barocke Hofreite                                 | 18. Jahrhundert                         | 155576     |
| Barockes Fachwerkhaus              | Fachwerkhaus                       | Liederbacher Straße 113 LageFlur: 16, Flurstück: 29/2 | Barockes Fachwerkhaus                            | 18. Jahrhundert                         | 155577     |
| Fachwerkhaus                       | Fachwerkhaus                       | Liederbacher Straße 119 LageFlur: 15, Flurstück: 37 | Traufständiges Fachwerkhaus                      | 18. Jahrhundert                         | 155578     |
| Backsteinhaus, davor Gemeindewaage | Backsteinhaus, davor Gemeindewaage | Liederbacher Straße 123 LageFlur: 15, Flurstück: 138/40 | Backsteinhaus, davor Gemeindewaage               | Um 1890 Haus, 19. Jahrhundert die Waage | 155580     |
| Barockes Fachwerkhaus              | Fachwerkhaus                       | Liederbacher Straße 125 LageFlur: 15, Flurstück: 138/40 | Barockes Fachwerkhaus                            | 18. Jahrhundert                         | 155581     |
| Backsteinwohnhaus                  | Backsteinwohnhaus                  | Liederbacher Straße 127 LageFlur: 15, Flurstück: 162/66 | Backsteinwohnhaus                                | Um 1890                                 | 155582     |
| Neubau                             | Neubau                             | Liederbacher Straße 129 LageFlur: 15, Flurstück: 163/66 | Neubau in einer Gesamtanlage                     |                                         | 160344     |
| Barocke Hofreite                   | Hofreite                           | Liederbacher Straße 131 LageFlur: 15, Flurstück: 127/67 | Barocke Hofreite                                 | 18. Jahrhundert                         | 155583     |
| Barocke Hofreite                   | Hofreite                           | Liederbacher Straße 133 LageFlur: 15, Flurstück: 70/1 | Barocke Hofreite                                 | 18. Jahrhundert                         | 155584     |
| Backsteinwohnhaus                  | Backsteinwohnhaus                  | Wagengasse 1 LageFlur: 16, Flurstück: 24/3 | Backsteinwohnhaus                                | Um 1890                                 | 155603     |
| Barocke Hofreite                   | Hofreite                           | Wagengasse 2 LageFlur: 18, Flurstück: 386/81 | Barocke Hofreite                                 | 18. Jahrhundert                         | 155604     |
| Barocke Hofreite                   | Hofreite                           | Wagengasse 3, Wagengasse 3a LageFlur: 16, Flurstück: 126/23 | Barocke Hofreite                                 | 1745                                    | 155605     |
| Barockes Fachwerkhaus              | Fachwerkhaus                       | Wagengasse 4 LageFlur: 15, Flurstück: 51/5 | Barockes Fachwerkhaus                            | 18. Jahrhundert                         | 155606     |
| Barocke Hofreite                   | Hofreite                           | Wagengasse 5 LageFlur: 16, Flurstück: 22 | Barocke Hofreite                                 | 1708/09 Wohnhaus                        | 155607     |
| Barocke Hofreite                   | Hofreite                           | Wagengasse 6 LageFlur: 16, Flurstück: 6/5 | Barocke Hofreite                                 | 18. Jahrhundert, 1778 Feldscheune       | 155608     |
| Teil der Gesamtanlage              | Teil der Gesamtanlage              | Wagengasse 6a LageFlur: 16, Flurstück: 6/6 | Teil der Gesamtanlage                            |                                         | 928475     |
| Barocke Hofreite                   | Hofreite                           | Wagengasse 7 LageFlur: 16, Flurstück: 21/1 | Barocke Hofreite                                 | 18. Jahrhundert                         | 155609     |
| Barocke Hofreite                   | Hofreite                           | Wagengasse 10, Wartburgstraße 4 LageFlur: 16, Flurstück: 11, 277/108                                                                                                | Barocke Hofreite                                 | Um 1750 Wohnhaus                        | 155598     |
| Barockes Fachwerkhaus              | Fachwerkhaus                       | Weizengasse 1 LageFlur: 15, Flurstück: 54/1 | Barockes Fachwerkhaus                            | 18. Jahrhundert                         | 155601     |
| Bild gesucht BW                    | Fachwerkhaus                       | Weizengasse 1a, Heugasse 5 LageFlur: 15, Flurstück: 43/1 | Giebelständiges Fachwerkhaus                     | 1804                                    | 155602     |

## Friedhof Unterliederbach
Für die Kulturdenkmäler auf dem Friedhof Unterliederbach siehe dort.